# Modeblog
Ein Fashionblog oder Modeblog ist ein Blog oder Vlog, der überwiegend aus Artikeln und Beiträgen über Mode, wie z. B. bestimmte Kleidungsstücke und Accessoires, Trends in verschiedenen Bekleidungssparten (Haute Couture, Prêt-à-porter etc.), Promi-Mode-Auswahl oder Straßenmodetrends besteht. Auf solchen Webseiten präsentieren die Blogger sowohl die Produkte großer Bekleidungsketten und Modehäuser, als auch solche unabhängiger Designer.

## Abgrenzung
Viele Fashionblogs werden auch als Shopping-Blogs kategorisiert, da sie meist Kaufberatungen beinhalten und dadurch zahlreiche Empfehlungen von Konsumenten aufweisen, was dem Inhalt von Modezeitschriften ähnelt. Einige Einzelhändler in der Modebranche haben sogar angefangen, Blogs selber zu betreiben, um ihre Produkte zu fördern. Einige Blogs konzentrieren sich mehr auf Modeberatung mit sogenannten „how to …“-Artikeln für Laien. Es werden Kleidungspassform und -schnitt sowie der Abgleich und die Ergänzung der Farben vorgestellt, außerdem werden allgemeine Kenntnisse zum Tragen und Pflegen sowie die Einhaltung traditioneller und modischer Standards vermittelt. Blogs, die nur gelegentlich Mode erwähnen, werden, obwohl die Blogger selber sie als solche kennzeichnen, nicht als Modeblogs kategorisiert.

## Einfluss auf die Modeindustrie
Mode ist eine der profitabelsten Branchen mit erheblichen Auswirkungen auf die Art und Weise, wie Menschen sich kleiden und präsentieren. Sie stützt sich dabei stark auf Medien und Werbung. Die Präferenzen und Ziele des Herstellers sind die Kommunikation und Beeinflussung der öffentlichen Wahrnehmung. Zur gleichen Zeit können Meinungen durch den sozialen Wandel und aufkommende Gegentrends unabhängig von Produzenten, Händlern und Designern beeinflusst werden. Als Mode wird von Trends innerhalb und außerhalb der Modeindustrie, Modeblogs und anderen „neuen Medien“ gesprochen, welche außerhalb der Kontrolle der traditionellen Produzenten angetrieben werden und welche eine disruptive Innovation darstellen, rund um die soziale Dynamik der Massenmedien und der Verbraucher in der modernen Konsumgesellschaft. Man kann davon ausgehen, dass die Blogosphäre einen erheblichen und auch langfristigen Einfluss auf die Branche haben wird. Dies lässt sich zurückführen auf die Nutzungszahlen und das Wachstum der Blogs. Immer mehr Verbraucher informieren sich mündig und sind somit in der Lage die Medien aktiv zu nutzen und auch zu beeinflussen. Die traditionellen Hersteller und Werbetreibenden sind mittlerweile in der Pflicht ihre Praktiken anzupassen um die Verwässerung ihres eigenen Einflusses zu vermeiden.

## Geschichte
Fashionblogs sind ein relativ neues Phänomen, das erst relativ spät in der Blogosphäre auftauchte. Die Anzahl der Fashionblogs erhöhte sich von einem im Jahr 2002 auf mehr als einhundert im Jahr 2006.
Beispiele für ehemalige Wegbereiter und nun etablierte Fashionblogs in Deutschland sind unter anderem Modepilot, Anna Frost, Two For Fashion oder Masha Sedgwick. Zwischen der von Frauen dominierten Fashionblogger-Szene finden sich vereinzelt auch männliche Modeblogger wie Mariano Di Vaio, Sami Slimani und Mister Matthew. Professionelle Modeblogger sind in der Lage, von dieser Tätigkeit zu leben.